# Standaarden van het Nederlandse Koninklijk Huis
De standaarden van het Nederlandse Koninklijk Huis zijn de vlaggen van de leden van het Nederlands Koninklijk Huis. Ze worden bij Koninklijk Besluit vastgesteld en zijn opgenomen in het register van de Hoge Raad van Adel, die de vlaggen en standaarden ook ontwerpt.
De standaarden van het Nederlandse Koninklijk Huis danken hun bestaan aan Prins Hendrik der Nederlanden die zich voor heraldiek interesseerde.

## Functie en gebruik
De leden van het Koninklijk Huis geven met hun standaard hun aanwezigheid aan in een paleis, in een auto, op een schip of bij een legeronderdeel. Daar wordt gevlagd met de standaard van de belangrijkste persoon in het koninklijke gezelschap. De standaard wordt bij aankomst van de betreffende persoon of het gezelschap gehesen en bij vertrek weer gestreken. De koninklijke vlag wordt op het woonverblijf van de koning, Paleis Huis ten Bosch, gehesen als de koning in Nederland is, hiervoor hoeft hij niet aldaar aanwezig te zijn. Op het werkpaleis van de koning, het Paleis Noordeinde, wordt de koninklijke standaard eveneens gehesen als hij in Nederland aanwezig is. De standaarden blijven 's nachts ook uithangen, in tegenstelling tot de Nederlandse vlag, die alleen tussen zonsopgang en zonsondergang gehesen mag worden. Bij rouwbetuiging wordt de standaard, in tegenstelling tot de Nederlandse vlag niet halfstok gehesen, maar voorzien van een zwarte wimpel.

### Plaatsing aan boord van voer- en vaartuigen
Bij vaartuigen van de zeemacht wordt de vlag op de volgende positie gehesen: aan boord van oorlogsschepen aan de top van de voormast; op een sloep aan de wimpelstok. Bij voertuigen wordt een kleine onderscheidingsvlag als volgt geplaatst: boven het rechtervoorwiel van auto's, rechts voor aan de bestuurderscabine van een trein en links voor aan de cockpit van een vliegtuig, waarin de vorstelijke persoon zich bevindt. Het gebruik van een standaard op voertuigen komt overigens pas voor sinds de komst van de auto. Op koetsen werd een dergelijke standaard niet gebruikt.

## Uiterlijk van de standaarden van het Koninklijk Huis
Sinds 1908 voldoen alle standaarden aan onderstaande beschrijving:
De onderscheidingsvlaggen van leden van het Koninklijk Huis worden in vier vlakken (kwartieren) verdeeld door een vierarmig kruis met in het midden het Rijkswapen tevens Koninklijk wapen. Alleen op de Koninklijke standaard is het wapen omgeven door het kruis en het lint van de Militaire Willems-Orde. Voor vrouwelijke leden is de vlag ingesneden. Geboren leden van het Koninklijk Huis voeren een oranje vlag met een blauw kruis, aangehuwde leden een blauwe vlag met een oranje kruis. Bij de Koninklijke standaard zijn alle kwartieren beladen met de jachthoorn van het Huis Oranje. In alle andere vlaggen is deze wapenfiguur van het Huis Oranje altijd linksboven (in het broektopkanton) en die uit het persoonlijke familiewapen linksonder (in het broekhoekkanton) geplaatst. Bij de mannelijke leden zijn dezelfde wapenfiguren in de schuin tegenover gelegen kwartieren geplaatst, terwijl deze bij de vrouwelijke leden leeg blijven. De vlaggen zijn gebaseerd op de gevierendeelde wapens van de leden van het Koninklijk Huis, die steeds in het eerste en vierde kwartier het Rijkswapen en in het tweede en derde kwartier de jachthoorn van het Huis van Oranje voeren. In een hartschild staat doorgaans het persoonlijke familiewapen. Uit de beschrijving volgt dat de broers en zussen van de leden van het Koninklijk Huis dezelfde onderscheidingsvlag mogen voeren.

## Koninklijke standaard

Koninklijke standaard (sinds 2013)

Van 1815 tot 1908 bestond de koninklijke standaard van Nederland uit een rechthoekige vlag met de kleuren van de nationale vlag met het voormalige Koninklijke wapen (zonder de mantel) in de centrale baan. Nadat in 1907 het wapen werd aangepast, werd de koninklijke standaard volledig herzien. Ook kreeg  iedere Prins en Prinses der Nederlanden een persoonlijke standaard (wanneer de titel was verkregen door huwelijk). Voor overige leden van het Koninklijk Huis werden sindsdien eveneens nieuwe standaarden ingevoerd.
Koningin Wilhelmina der Nederlanden stelde in 1908 de nieuwe koninklijke standaard vast,. Deze standaard werd ook door koningin Juliana en koningin Beatrix gevoerd. Door koning Willem-Alexander wordt een op details aangepaste versie van de standaard gevoerd.

De standaard bestaat uit een oranje vierkante vlag die door een nassaublauw kruis in vier kwadranten wordt verdeeld. De kleuren verwijzen naar het prinsdom Oranje en het graafschap - later hertogdom - Nassau, waaruit de koninklijke familie is ontstaan. Het blauwe kruis verdeelt de vlag in vier vakken met daarin een blauwe jachthoorn, dit is afkomstig uit het wapen van het prinsdom Oranje dat sinds de tijd van Willem van Oranje aan de familie toebehoorde. In het midden van het kruis staat in een medaillon het Wapen van het Koninkrijk der Nederlanden met koninklijke kroon. Het wapen is omhangen met de versierselen die bij het Grootkruis Militaire Willems-Orde horen.
Andere leden van het Koninklijk Huis casu quo de koninklijke familie kunnen een persoonlijke onderscheidingsvlag verleend krijgen.

### Koning Willem-Alexander
Onder Koning Willem-Alexander is sinds 30 april 2013 de standaard aangepast. In plaats van een rozet wordt er een strik in het lint van de Militaire Willems-Orde gevoerd. Verder hangen de kwastjes aan de hoorns beide naar beneden. De "aangepaste Koninklijke Standaard" werd op 30 april 2013 direct na zijn aantreden in gebruik genomen. Tijdens het tekenen van de abdicatie werd de oude standaard van koningin Beatrix gestreken en werd de nieuwe standaard van koning Willem-Alexander gehesen.

Aanpassingen in de Koninklijke Standaard

## Persoonlijke onderscheidingsvlaggen van het Koninklijk Huis casu quo de koninklijke familie
| Vlag | Gebruik | Beschrijving |
| ---- | --- | --- |
|      | Koningin Máxima (sinds 2002) | Vastgesteld bij Koninklijk Besluit van 25 januari 2002, Staatsblad 42. De officiële beschrijving luidt: Een ingehoekte blauwe vlag met een oranje kruis, waarop het gekroonde Rijkswapen, met in het veld linksboven (het broektopkanton) de hoorn van Oranje en in het veld linksbeneden (het broekhoekkanton) een burcht met deur en drie kantelen. De burcht is afkomstig uit het wapen van Zorreguieta. |
|      | Prinses Catharina-Amalia (sinds 2021) en haar zussen prinses Alexia (sinds 2023) en prinses Ariane (sinds 2025)                                                                      | Vastgesteld bij Koninklijk Besluit van 24 november 2021, Staatsblad 582.. De officiële beschrijving luidt: [Een] vlag, waarvan hoogte en lengte zich verhouden als 5:6 en die driehoekig is uitgesneden over 1/3 lengte van de vlag, is van oranje kleur; op het midden een Nassaus blauw kruis ter breedte van 1/5 van de hoogte van de vlag; op het midden van het kruis een oranje medaillon met een middellijn van 3/14 van de lengte van de vlag, waarop Ons wapen, zoals vastgesteld bij Koninklijk besluit van 23 april 1980, no. 3 (Stb. 206), zijnde het schild gedekt met de Koninklijke kroon, het goud vervangen door geel en het zilver door wit; in het broektopkanton een blauwe jachthoorn met rode opening, monding en snoer en wit beslag (Oranje) en in het broekhoekkanton een rode burcht met deur, twee vensters en drie kantelen. |
|      | Prins Willem-Alexander (van 1985 tot zijn troonsbestijging in 2013) en zijn broers prins Friso (van 1986 tot zijn overlijden in 2013), prins Constantijn (sinds 1987)                | Vastgesteld bij Koninklijk Besluit van 26 april 1985, Staatsblad 259. De officiële beschrijving luidt: [Een] vlag, waarvan hoogte en lengte zich verhouden als 5:6, is van oranje kleur; op het midden een (Nassaus) blauw kruis ter breedte van 1/5 van de hoogte van de vlag; op het midden van het kruis een oranje medaillon met een middellijn van 3/14 van de lengte van de vlag, waarop Ons wapen, zoals vastgesteld bij Koninklijk besluit van 23 april 1980, no. 3 (Stb. 206), zijnde het schild gedekt met de Koninklijke kroon, het goud vervangen door geel en het zilver door wit; op het eerste en derde kwartier een blauwe jachthoorn met rode opening, monding en snoer en wit beslag (Oranje); op het tweede en vierde kwartier een gekanteelde witte burcht (Amsberg). |
|      | Prinses Laurentien der Nederlanden (sinds 2003) | Vastgesteld bij Koninklijk Besluit van 15 januari 2003, Staatsblad 36. De officiële beschrijving luidt: Een vlag van (Nassaus) blauwe kleur waarvan hoogte en lengte zich verhouden als 5:6, die driehoekig is uitgesneden over 1/3 van de lengte van de vlag en de volgende onderdelen bevat: a. op 5/12 van de lengte van de vlag een oranje kruis ter breedte van 1/5 van de hoogte van de vlag, b. op het midden van het kruis Ons wapenschild , zoals vastgesteld bij Koninklijk Besluit van 23 april 1980, nr. 3. (Stb. 206), gedekt met de Koninklijke Kroon, het goud vervangen door geel en het zilver door wit, c. op het eerste kwartier een gele jachthoorn (Oranje) en d. op het vierde kwartier een gele ruit (Brinkhorst). |
|      | Prinses Beatrix (van 1956 tot 1980 en sinds 2013) en haar zussen prinses Irene (sinds 1960), prinses Margriet (sinds 1961), prinses Christina (van 1965 tot haar overlijden in 2019) | Vastgesteld bij Koninklijk Besluit van 10 november 1955, Staatsblad 520 voor prinses Beatrix en bij Koninklijk Besluit van 5 september 1960, Staatsblad 386 voor de overige prinsessen. De officiële beschrijving luidt: Een langwerpige vlag van oranje kleur, waarvan de hoogte 5/6 van de lengte bedraagt, driehoekig uitgesneden over 1/3 van de lengte van de vlag; in vier vakken verdeeld door een staand vierarmig kruis van Nassaus blauw, ter breedte van 1/5 van de hoogte der vlag, het midden van het kruis liggende op 5/12 van de lengte der vlag, gerekend van de broekzijde; in het midden van het kruis een medaillon van oranje kleur, ter middellijn van 3/14 van de lengte van de vlag, waarop geplaatst Ons wapen, zoals dit is vastgesteld bij het Koninklijk besluit van 10 Juli 1907 (Stb. 181); het schild gedekt met de Koninklijke Kroon; in het bovenste vak aan de broekzijde een jachthoorn van azuur, gesnoerd en geopend van keel, beslagen van zilver (Oranje); in het onderste vak aan de broekzijde een roos van keel, geknopt en gepunt van goud (Lippe). |

- Opmerkingen:

1. Met uitzondering van de koninklijke standaard die vierkant is, hebben alle standaarden van het Koninklijk Huis sinds 1908 een hoogte-lengteverhouding van 5:6.
2. Bij de invoering van de onderscheidingsvlaggen voor de dochters van koningin Juliana is bepaald dat deze vlag zal worden gebruikt voor de prinse(sse)n zodra zij de leeftijd van achttien jaar hebben bereikt. Van deze regel is sindsdien niet afgeweken.

## Voormalige vlaggen (sinds 1908)
| Vlag                  | Gebruik | Beschrijving |
| --------------------- | --- | --- |
| Koninklijke standaard | Koninklijke standaard van Nederland (van 1908 tot 2013)                                                                                | Vastgesteld bij Koninklijk Besluit van 27 augustus 1908, nummer 87 (artikel 1), Staatsblad 291. De officiële beschrijving luidt: De door Ons te voeren vlag is een vierkante vlag van oranje kleur, in vier vakken verdeeld door een over het midden geplaatst staand vierarmig kruis van Nassausch blauw, ter breedte van 1/5 van de zijden van de vlag, met in het midden van het kruis Ons wapen, zooals dit is vastgesteld bij Artikel 1 van Ons besluit van 10 Juli 1907, Staatsblad n°. 181: het schild gedekt door de Koninklijke Kroon en omhangen door de versierselen (lint met ordeteeken) van het Grootkruis der Militaire Willemsorde; de boven- en onderzijde van het wapenschild liggende in de lijnen, der boven- en onderzijde van den horizontalen arm van het kruis; voorts in het midden van elk der vier door het kruis gevormde oranje vakken een jachthoorn van azuur, gesnoerd en geopend van keel, beslagen met zilver (Oranje). Bij de troonsbestijging van koning Willem-Alexander in 2013 werd de standaard in enkele details aangepast. |
|                       | Prinses Marie der Nederlanden, Vorstin-Weduwe von Wied (van 1908 tot 1910)                                                             | Vastgesteld bij Koninklijk Besluit van 27 augustus 1908, nummer 87 (artikel 2), Staatsblad 291. De officiële beschrijving luidt: Een langwerpige vlag van oranje kleur, waarvan de hoogte 5/6 van de lengte bedraagt, driehoekig uitgesneden over 1/3 van de lengte van de vlag; in vier vakken verdeeld door een staand vierarmig kruis van Nassausch blauw, ter breedte van 1/5 van de hoogte der vlag; het midden van het kruis liggende op 5/12 van de lengte der vlag, gerekend van de broekzijde; in het midden van het kruis een medaillon van oranje kleur, ter middellijn van 3/14 van de lengte van de vlag, waarop geplaatst het wapen, zooals aangegeven in Artikel 1 van dit Besluit, gedekt door de Koninklijke Kroon; in elk van de oranje vakken, gelegen aan de broekzijde van de vlag, een hoorn, als omschreven in Artikel 1. |
|                       | Koningin-Moeder Emma (van 1908 tot 1934)                                                                                               | Vastgesteld bij Koninklijk Besluit van 27 augustus 1908, nummer 88, Staatsblad 292. De officiële beschrijving luidt: Een langwerpige vlag van oranje kleur, waarvan de hoogte 5/6 van de lengte bedraagt, driehoekig uitgesneden over 1/3 der lengte van de vlag; in vier vakken verdeeld door een staand vierarmig kruis van Nassausch blauw, ter breedte van 1/5 van de hoogte der vlag, het midden van het kruis liggende op 5/12 van de lengte der vlag, gerekend van de broekzijde; in het midden van het kruis een medaillon van oranje kleur, ter middellijn van 3/14 van de lengte der vlag, waarop geplaatst Ons wapen, zooals dit is vastgesteld bij Artikel 1 van Ons besluit van 10 Juli 1907, Staatsblad n°. 181; het schild gedekt door de Koninklijke Kroon; in elk der vier door het kruis gevormde oranje vakken een jachthoorn van azuur, gesnoerd en geopend van keel, beslagen met zilver (Oranje). |
|                       | Prins Hendrik (van 1908 tot 1934) | Vastgesteld bij Koninklijk Besluit van 27 augustus 1908, nummer 89, Staatsblad 293. De officiële beschrijving luidt: Een langwerpige vlag van Mecklenburgsch blauwe kleur, waarvan de hoogte 5/6 der lengte bedraagt; in vier vakken verdeeld door een over het midden geplaatst staand vierarmig kruis van oranje kleur, ter breedte van 1/5 van de hoogte der vlag; in het midden van het kruis Ons wapen, zooals dit is vastgesteld bij Artikel 1 van Ons besluit van 10 Juli 1907, Staatsblad n°. 181; het schild gedekt door de Koninklijke Kroon; de boven- en onderzijde van het wapenschild liggende in de lijnen der boven- en onderzijde van den horizontalen arm van het kruis; in het bovenste blauwe vak aan de broekzijde en in het daartegenover liggend onderste blauwe vak een klimmende rechtsgewende leeuw van goud, gekroond met een kroon van drie bladen en twee parelpunten van hetzelfde, getongd en genageld van keel, in den rechter voorklauw opgeheven houdende in schuinlinkschen stand een ontbloot Romeinsch zwaard van zilver, met gevest van goud en in den linker een bundel van zeven pijlen van zilver, met punten van goud. de punten omhoog, en de pijlen tezamen gebonden met een lint van goud (Nederland); In het onderste blauwe vak aan de broekzijde en in het daartegenover liggend bovenste vak een klimmende rechtsgewende griffioen van goud, ongekroond, getongd van keel, genageld van goud (Mecklenburg). |
| Geen                  | Prinses Wilhelmina (van 1948 tot 1962)                                                                                                 | Na haar troonsafstand had prinses Wilhelmina het recht een persoonlijke onderscheidingsvlag te voeren maar maakte daarvan geen gebruik. |
|                       | Prinses Juliana (van 1927 tot 1948 en van 1980 tot 2004)                                                                               | Vastgesteld bij Koninklijk Besluit van 8 november 1909, Staatsblad 358. De officiële beschrijving luidt: Een langwerpige vlag van Oranje kleur, waarvan de hoogte 5/6 van de lengte bedraagt, driehoekig uitgesneden over 1/3 van de lengte van de vlag; in vier vakken verdeeld door een staand vierarmig kruis van Nassausch blauw, ter breedte van 1/5 van de hoogte der vlag, het midden van het kruis liggende op 5/12 van de lengte der vlag, gerekend van de broekzijde; in het midden van het kruis een medaillon van oranje kleur; ter middenlijn van 3/14 van de lengte van de vlag, waarop Ons wapen zoals dit is vastgesteld bij het Koninklijk Besluit van den 10den Juli 1907 (Staatsblad N°. 181), nader gewijzigd bij het Koninklijk Besluit van den 13den Juli 1909 (Staatsblad N°. 271); het schild gedekt met de Koninklijke Kroon; in het bovenste oranje vak aan de broekzijde een jachthoorn van azuur, gesnoerd en geopend van keel, beslagen van zilver (Oranje); in het onderste oranje vak aan de broekzijde een aanziende stierenkop met afgerukt halsvel van sabel, gekroond van zilver, getongd van keel en gekroond met eene driebladige kroon van goud (Mecklenburg). Voor het eerst gebruikt in 1927 op haar achttiende verjaardag. |
|                       | Prins Bernhard (van 1937 tot 2004) | Vastgesteld bij Koninklijk Besluit van 18 juni 1937, Staatsblad 4. De officiële beschrijving luidt: Een langwerpige vlag, waarvan de hoogte 5/6 der lengte bedraagt; in vier vakken verdeeld door een over het midden geplaatst staand vierarmig kruis van oranje kleur, ter breedte van 1/5 van de hoogte der vlag; in het midden van het kruis Ons wapen, zooals dit is vastgesteld bij artikel 1 van Ons besluit van 10 Juli 1907, Staatsblad nr. 181; het schild gedekt door de Koninklijke Kroon; de boven- en onderzijde van het wapenschild liggende in de lijnen der boven- en onderzijde van den horizontalen arm van het kruis; het bovenste vak aan de broekzijde en het daartegenover liggende onderste vak van azuur, waarin een klimmende rechtsgewende leeuw van goud, gekroond met een kroon van drie bladen en twee parelpunten van hetzelfde, getongd en genageld van keel, in den rechter voorklauw opgeheven houdende in schuinlinkschen stand een ontbloot Romeinsch zwaard van zilver, met gevest van goud en in den linker een bundel van zeven pijlen van zilver, met punten van goud, de punten omhoog, en de pijlen tezamen gebonden met een lint van goud (Nederland); het onderste vak aan de broekzijde en het daartegenover liggende bovenste vak van zilver, waarin een roos van keel, geknopt en gepunt van goud (Lippe). |
|                       | Gecombineerde onderscheidingsvlag Prinses Juliana en Prins Bernhard (van 1981 tot 2004)                                                | Vastgesteld bij Koninklijke beschikking van 23 februari 1981, nummer 1. De officiële beschrijving luidt: Een vlag, waarvan de hoogte 5/6 van de lengte bedraagt, in vier vakken verdeeld door een over het midden gaand blauw kruis (ter breedte van 1/5 van de hoogte van de vlag), in het midden beladen met een oranje schijf waarop het Koninklijk wapen overeenkomstig het Koninklijk Besluit van 23 april 1980, no. 33, artikel 1, gedekt met de Koninklijke kroon; de armen van het kruis terzijde omgeven door een oranje zoom (ter breedte van 1/4 van de armen van het kruis) en aan de buitenzijde afgezet met een smalle witte zoom. De vakken: I (broekzijde boven) oranje met een blauwe jachthoorn, wit beslagen, geopend en gemond, rood gevoerd en gesnoerd; II (vluchtzijde boven) blauw met de leeuw uit het Koninklijk wapen; III (vluchtzijde beneden) wit met een rode roos, geel geknopt en gepunt; IV (broekzijde beneden) oranje met een aanziende zwarte stierenkop, gekroond met een gele kroon van drie bladeren en twee parels, wit gehoornd en rood getongd. |
|                       | Gecombineerde onderscheidingsvlag Prinses Juliana en Prins Bernhard (van 1937 tot 1948)                                                | Niet officieel vastgesteld. In gebruik van circa 1937 tot circa 1947 op Paleis Soestdijk en aan boord van het jacht Piet Hein. |
|                       | Prins Claus (van 1966 tot 2002) | Vastgesteld bij Koninklijk Besluit van 16 februari 1966, Staatsblad 71. De officiële beschrijving luidt: Een langwerpige vlag van azuur, waarvan de hoogte 5/6 der lengte bedraagt; in vier vakken verdeeld door een over het midden geplaatst staand vierarmig kruis van oranje kleur, ter breedte van 1/5 van de hoogte der vlag; in het midden van het kruis Ons wapen, zoals dit is vastgesteld bij artikel 1 van het Koninklijk Besluit van 10 juli 1907, Staatsblad nr. 181; het schild gedekt door de Koninlijke kroon; de boven- en onderzijde van het wapenschild liggende in de lijnen der boven- en onderzijde van de horizontale arm van het kruis; in het bovenste vak aan de broekzijde en het daartegenover liggende onderste vak een klimmende leeuw van goud, gekroond met een kroon van drie bladeren en twee parelpunten van hetzelfde, getongd en genageld van keel, in de rechtervoorklauw opgeheven houdende in schuinlinkse stand een ontbloot Romeins zwaard van zilver, met gevest van goud en in de linker- een bundel van zeven pijlen van zilver, met punten van goud, de punten omhoog, en de pijlen tezamen gebonden met een lint van goud; in het onderste vak aan de broekzijde en het daartegenover liggende bovenste vak een gekanteelde burcht van zilver geopend van het veld. De burcht is afkomstig uit het wapen van Amsberg.                                                                                         |
|                       | Prins Maurits (sinds 1988) en zijn broers prins Bernhard (sinds 1988), prins Pieter-Christiaan (sinds 1990), prins Floris (sinds 1993) | Vastgesteld bij Koninklijk Besluit van 25 januari 1988, nummer 9, Staatsblad 161. De officiële beschrijving luidt: [Een] vlag, waarvan hoogte en lengte zich verhouden als 5:6, is van oranje kleur; op het midden een (Nassaus) blauw kruis ter breedte van 1/5 van de hoogte van de vlag; op het midden van het kruis een oranje medaillon met een middellijn van 3/14 van de lengte van de vlag, waarop Ons wapen, zoals vastgesteld bij Koninklijk Besluit van 23 april 1980, nr. 3 (Stb. 206), zijnde het schild gedekt met de Koninklijke Kroon, het goud vervangen door geel en het zilver door wit; op het eerste en derde kwartier een blauwe jachthoorn met rode opening, monding en snoer en wit beslag (Oranje); op het tweede en vierde kwartier een witte zespuntige ster (Van Vollenhoven). |

## Voormalige vlaggen (tot 1908)
| Vlag | Gebruik                                                                                      | Beschrijving |
| ---- | -------------------------------------------------------------------------------------------- | --- |
|      | Koning(in) der Nederlanden (van 1815 tot 1908), Koningin-Weduwe Regentes (van 1891 tot 1898) | Vastgelegd in het "Reglement op de eerbewijzen en saluten", vastgesteld bij Koninklijk Besluit van 16 maart 1816, nummer 46. Voor Koningin Wilhelmina en Koningin-Weduwe Regentes vastgesteld bij Koninklijk Besluit van 22 juni 1891, nummer 29. De (niet officiële) beschrijving luidt: De Nederlandse vlag met in de witte baan op de scheiding van broeking en vlucht het Koninklijke wapen (zonder de mantel), daarboven een brede wimpel in de kleuren van de Nederlandse vlag met in de witte baan aan de broekzijde het Koninklijke wapen; de witte baan van de brede wimpel over een derde van de lengte gespleten. Opmerking: wanneer de vorst zich aan boord van een schip bevond en alle eerbewijzen wenste te ontvangen, werd deze vlag in de grote top gevoerd. Wenste hij geen saluutschoten maar wel alle andere eerbewijzen, dan werd tevens aan de nok van de gaffel een driehoekig uitgesneden oranje vlag met het koninklijke wapen gehesen. Zag hij af van eerbewijzen dan werd behalve de koninklijke vlag aan de gaffel een blauwe wimpel gevoerd. |
|      | Koning(in) der Nederlanden (van 1815 tot 1908), Koningin-Weduwe Regentes (van 1891 tot 1898) | Vastgelegd in het "Reglement op de eerbewijzen en saluten", vastgesteld bij Koninklijk Besluit van 16 maart 1816, nummer 46. Voor Koningin Wilhelmina en Koningin-Weduwe Regentes vastgesteld bij Koninklijk Besluit van 22 juni 1891, nummer 29. De (niet officiële) beschrijving luidt: Een oranje wimpel met aan de broekingzijde het Koninklijke wapen (zonder de mantel); de brede wimpel over een derde van de lengte gespleten. Opmerking: wanneer de vorst zich aan boord van een schip bevond en met uitzondering van de saluutschoten alle eerbewijzen wenste te ontvangen, werd behalve de koninklijke vlag met drijvende wimpel, aan de nok van de gaffel deze wimpel gevoerd. |
|      | Koningin-gemalin en overige leden van het Koninklijk Huis (van 1816 tot 1898)                | Vastgelegd in het "Reglement op de eerbewijzen en saluten", vastgesteld bij Koninklijk Besluit van 16 maart 1816, nummer 46. De (niet officiële) beschrijving luidt: De Nederlandse vlag met in de witte baan op de scheiding van broeking en vlucht het Koninklijke wapen (zonder de mantel), daarboven een over een derde van de lengte gespleten wimpel in de kleuren van de Nederlandse vlag met aan de broek in een wit vierkant het Koninklijke wapen. |
|      | Koningin-Moeder Emma (van 1898 tot 1908)                                                     | Vastgesteld bij Koninklijk Besluit van 7 september 1898, nummer 5. De (niet officiële) beschrijving luidt: De Nederlandse vlag, aan de vluchtzijde ingehoekt, met in de witte baan op de scheiding van broeking en vlucht het Koninklijke wapen (zonder de mantel), daarboven een over een derde van de lengte gespleten wimpel in de kleuren van de Nederlandse vlag met aan de broek in een wit vierkant het Koninklijke wapen. Na haar overlijden op 20 maart 1934 werd deze vlag halfstok gehesen op haar paleis aan het Lange Voorhout in Den Haag. |
|      | Prinsen van het Koninklijk Huis (van 1898 tot 1908)                                          | Vastgesteld bij Koninklijk Besluit van 7 september 1898, nummer 5. De (niet officiële) beschrijving luidt: De Nederlandse vlag met in de witte baan op de scheiding van broeking en vlucht het Koninklijke wapen (zonder de mantel) op een oranje rechthoek, daarboven een over een derde van de lengte gespleten wimpel in de kleuren van de Nederlandse vlag met aan de broek in een oranje vierkant het Koninklijke wapen. |
|      | Prinsessen van het Koninklijk Huis (van 1898 tot 1908)                                       | Vastgesteld bij Koninklijk Besluit van 7 september 1898, nummer 5. De (niet officiële) beschrijving luidt: De Nederlandse vlag, aan de vluchtzijde ingehoekt, met in de witte baan op de scheiding van broeking en vlucht het Koninklijke wapen (zonder de mantel) op een oranje rechthoek, daarboven een over een derde van de lengte gespleten wimpel in de kleuren van de Nederlandse vlag met aan de broek in een oranje vierkant het Koninklijke wapen. |
|      | Prins Hendrik (van 1902 tot 1908)                                                            | Vlag vastgesteld bij Kabinetsrescriptie van 9 oktober 1902, nummer 25, wimpel vastgesteld bij Kabinetsrescriptie van 2 november 1902, nummer 12. De (niet officiële) beschrijving luidt: De Nederlandse vlag met in de witte baan op de scheiding van broeking en vlucht het wapen van de prins, daarboven een over een derde van de lengte gespleten wimpel in de kleuren van de Nederlandse vlag met aan de broek in een wit vierkant het wapen van de prins. Wapen vastgesteld bij Koninklijk Besluit van 30 september 1901, Staatsblad 214a. De officiële beschrijving luidt: Gevierendeeld; I in azuur, bezaaid met gouden blokken, een leeuw van goud, gekroond van hetzelfde, getongd van keel, in den rechtervoorklauw opgeheven houdende in schuinlinkschen stand een zilveren zwaard met gevest van goud, en in den linker een bundel pijlen van zilver met gouden punten, de punten omhoog en de pijlen te zamen gebonden met een gouden lint; II in goud een aanziende stierenkop met afgerukt halsvel van sabel, gehoornd van zilver, getongd van keel en gekroond met eene vijf bladerige kroon van goud; III doorsneden van keel en goud; IV in azuur een griffioen van goud, getongd van keel; Om het schild hangt de keten met het kruis van de Mecklenburgsche Huisorde van de Wendische Kroon (linie Mecklenburg-Schwerin); [...]. Schildhouders: rechts een gouden leeuw gekroond van hetzelfde en getongd van keel; links een gouden griffioen getongd van keel; de schildhouders staan op een lint van keel, waarop met gouden Gothische letters het devies: "Per aspera ad astra"; [...] Wapen nader vastgesteld bij Koninklijk Besluit van 10 juli 1907, Staatsblad 182. Daarbij werd de kroon op de stierenkop drie bladerig in plaats van vijf bladerig, de kroon van de schildhoudende leeuw werd verwijderd en de nagels van de schildhoudende leeuw werden rood in plaats van goud. |

## Afmetingen
Volgens Fabri zijn de afmetingen, in tegenstelling tot de verhoudingen, niet vastgesteld. De meest voorkomende afmetingen zijn:
- voor de koninklijke standaard: 350 cm x 350 cm (7 kleeds)
- voor de overige standaarden: 360 x 300 cm (6 kleeds)

Bij een bezoek van de koning of een van de andere leden van het koninklijk huis aan een inrichting, voer-, vaar- of vliegtuig van de Koninklijke Marine wordt gevlagd met vlaggen met afmetingen volgens onderstaande tabel:
| Categorie | Beschrijving                                                                                  | Grootte    | Lengte koninklijke standaard | Hoogte koninklijke standaard | Lengte standaarden overige leden | Hoogte standaarden overige leden |
| --------- | --------------------------------------------------------------------------------------------- | ---------- | ---------------------------- | ---------------------------- | -------------------------------- | -------------------------------- |
| 1         | Bevoorradingsschepen (en groter), fregatten                                                   | 3 kleeds   | 150 cm                       | 150 cm                       | 180 cm                           | 150 cm                           |
| 2         | Onderzeeboten, mijnenjagers, oceanografische vaartuigen, opnemingsvaartuigen, logementschepen | 1,5 kleeds | 75 cm                        | 75 cm                        | 90 cm                            | 75 cm                            |
| 3         | Landingsvaartuigen, kust-havensleepboten, overige hulpschepen                                 | 1,5 kleeds | 75 cm                        | 75 cm                        | 90 cm                            | 75 cm                            |
| 4         | Inrichtingen                                                                                  | 3 kleeds   | 150 cm                       | 150 cm                       | 180 cm                           | 150 cm                           |
| 5         | Sloepen/Rhibs                                                                                 | maat A     | 45 cm                        | 45 cm                        | 54 cm                            | 45 cm                            |
| 6         | Motorrijtuigen                                                                                | maat A     | 45 cm                        | 45 cm                        | 54 cm                            | 45 cm                            |